# Jon Watts
Jon Watts (sinh ngày 28 tháng 6 năm 1981) là đạo diễn, nhà sản xuất và nhà biên kịch điện ảnh người Mỹ. Anh được biết đến với vai trò đạo diễn và đồng biên kịch phim điện ảnh Người Nhện: Trở về nhà (2017) thuộc Vũ trụ Điện ảnh Marvel. Anh cũng là đạo diễn và đồng biên kịch của bộ phim kinh dị Clown (2014) và phim hồi hộp Cop Car (2015), cũng như một vài tập của loạt tin tức nhái Onion News Network (2011).

## Tiểu sử
Watts được sinh ra và lớn lên tại Fountain, Colorado. Anh học chuyên ngành điện ảnh tại Đại học New York. Trước khi tham gia đạo diễn phim điện ảnh, Watts chịu trách nhiệm đạo diễn cho một số quảng cáo cho công ty sản xuất Park Pictures.

## Danh sách phim

### Điện ảnh
| Năm  | Tựa đề                    | Vai trò  | Vai trò      | Vai trò   | Vai                | Notes                      |
| Năm  | Tựa đề                    | Đạo diễn | Sản xuất     | Biên kịch | Vai                | Notes                      |
| ---- | ------------------------- | -------- | ------------ | --------- | ------------------ | -------------------------- |
| 2000 | Sexy Beast                | Không    | Không        | Không     |                    | Vận hành, bộ phận ánh sáng |
| 2008 | I Can See You             | Không    | Không        | Không     | Jake               |                            |
| 2011 | Natural Selection         | Không    | Phó sản xuất | Không     |                    |                            |
| 2012 | Robot & Frank             | Không    | Không        | Không     |                    | Ghi chú ở lời cảm ơn       |
| 2014 | Our Robocop Remake        | Có       | Không        | Không     |                    | Phân cảnh: 06              |
| 2014 | Clown                     | Có       | Không        | Có        |                    |                            |
| 2015 | Cop Car                   | Có       | Có           | Có        |                    |                            |
| 2015 | Creative Control          | Không    | Không        | Không     | Đạo diễn quảng cáo |                            |
| 2017 | Người Nhện: Trở về nhà    | Có       | Không        | Có        |                    |                            |
| 2019 | Spider-Man: Far From Home | Có       | Không        | Không     |                    |                            |

### Truyền hình
| Năm  | Tựa đề             |
| ---- | ------------------ |
| 2011 | Onion News Network |